# Большеглушицький район
Большеглушицький район (рос. Большеглушицкий район) — адміністративно-територіальна одиниця (район) та муніципальне утворення (муніципальний район) у південно-східній частині Самарської області Росії.
Адміністративний центр — село Велика Глушиця.

## Історія
Район утворений у 1928 році. Одразу увійшов до Середньо-Волзької області.

## Населення
| 2002    | 2008    | 2010    | 2011    | 2012    | 2013    | 2014    |
| ------- | ------- | ------- | ------- | ------- | ------- | ------- |
| 21 626  | ↘20 595 | ↘20 477 | ↘20 399 | ↘20 081 | ↘19 814 | ↘19 582 |
| 2015    | 2016    | 2017    | 2018    | 2019    | 2020    | 2021    |
| ↘19 285 | ↘18 992 | ↘18 774 | ↘18 503 | ↘18 157 | ↘18 081 | ↗18 260 |